# Трамвай Сарагосы
Трамвай Сарагосы (исп. Tranvía de Zaragoza) — трамвайная система, частично запущенная в эксплуатацию 19 апреля 2011 года в городе Сарагоса, Испания.

## Трамваи в Сарагосе
Трамвай в Сарагосе появился в 1885 году.
1902 год — система трамваев начала активно увеличиваться.
1960 год — прекращение инвестиций, перевод трамвайной линии в автобусную.
1976 год — закрытие последнего трамвайного участка.
2009 год — предложен проект трамвайной линии.
2011 год — открытие первой линии трамвая.

Карта маршрутов трамвая Сарагосы.
Зелёной линией обозначены открытые участки.

## Линия 1 (Valdespartera-Parque Goya)
Линия состоит из 25 станций.
Время поездки составляет ~40 минут.
Среднее расстояние между станциями ~500 метров.

## Будущее системы
Планируется открытие ещё двух линий